# Maria van Beckum

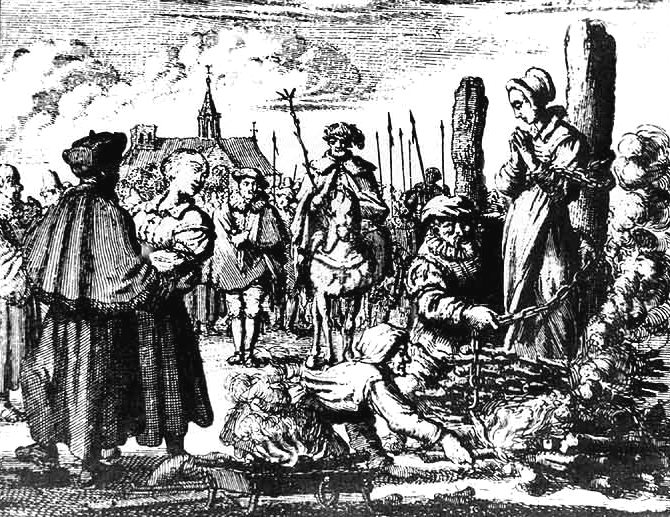
Maria van Beckum

Maria van Beckum, död 1544, holländsk anabaptist och adelsdam som avrättats för kätteri. Hon tillhör de mest kände holländare som avrättats av den spanska inkvisitionen. 
Hon var dotter till Johan II av Beckum och syster till Johan III. Hon var från 1535 anhängare av vederdöparen David Joris. 1542 förklarades dessa för kättare av de spanska myndigheterna i Nederländerna. Hon arresterades med sin svägerska Ursula van Beckum 1544. De brändes båda på bål för kätteri, vilket blev mycket uppmärksammat.    